# Egira volandi
Egira volandi är en fjärilsart som beskrevs av Philippi 1921. Egira volandi ingår i släktet Egira och familjen nattflyn. Inga underarter finns listade i Catalogue of Life.